# Guangua
Guangua est l'un des 105 woredas de la région Amhara en Éthiopie. Chagni est la capitale de ce woreda.